# Marcela Daniel
Marcela Teresa Daniel, nombre de casada Kitt(10 de agosto de 1943) es una velocista panameña. Compitió en los 100 metros femeninos en los Juegos Olímpicos de Verano de 1964. 

## Biografía
Ganó medalla de oro en el relevo 4 × 100 metros compuesto por Daniel, Lorraine Dunn, Silvia Hunte y Jean Holmes en los VIII Juegos Centroamericanos y del Caribe en CaracasEn los Juegos Panamericanos de 1959 en Chicago, el equipo panameño de relevos 4 × 100 metros integrado por Daniel, Holmes, Hunte y Carlota Gooden ganó la medalla de plata. Daniel fue eliminado individualmente en las semifinales de la carrera de 60 metros y de la carrera de 100 metros.Ganó una medalla de plata en los 100 metros y un bronce en el Relevo 4 × 100 metros en los IX Juegos Centroamericanos y del Caribe en Kingston. Obtuvo el 4.º lugar en el relevo 4 × 100 metros y fue eliminada en la ronda clasificatoria de los 100 metros en los Juegos Panamericanos de 1963 en São Paulo.En los Juegos Olímpicos de Tokio 1964 fue eliminada en las rondas de clasificación de los relevos de 100 metros, 200 metros y 4 × 100 metros. La mejor marca personal de Daniel en los 100 metros fue 12,12 segundos; se estableció en 1962 en Kingston.